# 제이컵 티어니
제이컵 대니얼 티어니(영어·프랑스어: Jacob Daniel Tierney, 1979년 9월 26일~)는 캐나다의 배우, 영화 감독, 각본가 성우이다. 몬트리올에서 태어났으며 이름을 프랑스어로 읽은 자코브 다니엘 티에르니로도 알려져 있다.

## 영화
- 존 F. 도노반의 죽음과 삶 (2018년)
- Another Kind of Wedding (2017)
- 러브식 (2016년)
- 프레골랜드 (2014년)
- 로렌스 애니웨이 (2012년) - 알렉상드르 역
- 소리, 라비 (2011년)
- 위험한 이웃 (2010년)
- 더 트로츠키 (2009년)
- 워크 올 오버 미 (2007년) - 폴 역
- 머더 인 더 햄프턴 (2005년)
- 올리버 트위스트 (2003년)
- 디바의 크리스마스 캐롤 (2000년)
- 디스 이즈 마이 파더 (1998년)
- 데드 엔드 (1998년)
- 휘스커스 (1997년)
- 네온 바이블 (1995년)
- 레인보우 (1995년)
- 테크워 4 (1994년)
- 우리 둘이 집 밖에 (1993년)
- 힛팅 홈 (1987년)